# Rotem (prénom)
Pour les articles homonymes, voir Rotem (homonymie).
Rotem (en hébreu : רותם) est un prénom hébreu épicène (majoritairement féminin) signifiant « lier »[Information douteuse].

## Personnalité portant le prénom Rotem
- Rotem Cohen (1980- ), auteur-compositeur-interprète israélien ;
- Rotem Sela (en) (1983- ), mannequin, actrice et présentatrice de télévision israélienne ;
- Rotem Zisman-Cohen (1982- ), actrice israélienne.

- Pour l'ensemble des articles sur les personnes portant ce prénom, consulter :
  - la liste des articles dont le titre commence par ce prénom
  - les listes produites par Wikidata : Liste des personnes de prénom « Rotem » — même liste en incluant les éventuels prénoms composés qui contiennent « Rotem ».

## Sources et références
1. ↑  « Prénom Rotem », sur La Signification du Prénom (consulté le 25 octobre 2021)